# اليوم العالمي للصوت
يوم الصوت العالمي هو حدث سنوي عالمي يقام في 16 أبريل، مخصص للاحتفال بظاهرة الصوت. الهدف هو إظهار الأهمية الكبيرة للصوت في الحياة اليومية لجميع الناس. يعد الصوت جانبًا أساسيًا من جوانب التواصل الفعّال والصحي، ويساهم يوم الصوت العالمي في رفع الوعي العالمي بالحاجة إلى منع مشاكل الصوت، وإعادة تأهيل الصوت المنحرف أو المريض، وتدريب الصوت الفني، والبحث في وظيفة الصوت وتطبيقاته. أحد أهداف يوم الصوت العالمي هو تشجيع كل الذين يستخدمون أصواتهم في العمل أو المتعة على تعلم كيفية العناية بأصواتهم، ومعرفة كيفية طلب المساعدة والتدريب، ودعم الأبحاث المتعلقة بالصوت.
يدرّس إنتاج الصوت وتطبيقاته في العديد من التخصصات مثل: الطب، وعلم أمراض النطق واللغة، والموسيقى، والفيزياء، وعلم النفس، وعلم الأصوات، والفن، وعلم الأحياء .
حُدِّد يوم الصوت العالمي في 16 أبريل بهدف رئيسي وهو زيادة الوعي العام بأهمية الصوت والتعرف على مشاكل الصوت.
بدأ هذا الاحتفال في البرازيل في عام 1999 باعتباره يوم الصوت الوطني البرازيلي. كان ذلك نتيجة مبادرة مشتركة بين الأطباء وأخصائيي أمراض النطق واللغة ومعلمي الغناء الذين ينتمون إلى الجمعية البرازيلية لأمراض الحنجرة والصوت. تبعت هذه المبادرة البرازيلية بلدان أخرى، مثل الأرجنتين والبرتغال، وأصبح يوم الصوت الوطني البرازيلي هو اليوم العالمي للصوت. وفي الولايات المتحدة، اعترفت الأكاديمية الأمريكية لطب الأنف والأذن والحنجرة وجراحة الرأس والرقبة رسميًا بهذا الاحتفال في عام 2002، وفي العام نفسه حصل الحدث على اسم «يوم الصوت العالمي».
في عام 2012، قام ثلاثة باحثين في مجال الصوت، وهم البروفيسور يوهان سوندبيرج (السويد)، والبروفيسور تيكومسيه فيتش (النمسا)، والدكتورة فيليبا لا (البرتغال)، بدعوة خبراء الصوت من عدد من البلدان لتشكيل موقع ويب دولي للاحتفال باليوم العالمي للصوت. تم تنسيق الموقع من قبل البروفيسور يوهان ساندبرج والدكتور جلاوتشيا لايس سالوماو (البرازيل). تتكون المجموعة حاليًا من 66 عضوًا يبادرون ويساعدون في تنسيق الأحداث الخاصة بيوم الصوت العالمي في بلدانهم. حاليًا يتم تنسيق الموقع من قبل مارا بهلو، ثايس فايانو وماورو أندريا. في عام 2018، أقيم ما يقرب من 600 حدث في 50 دولة.